# Mateusz Wyżga
Mateusz Wyżga (ur. 1981) – polski historyk i demograf historyczny, dr hab., pracownik Instytutu Historii i Archiwistyki Uniwersytetu Komisji Edukacji Narodowej w Krakowie.

## Życiorys
W 2005 uzyskał tytuł magistra w Instytucie Historii Uniwersytetu Jagiellońskiego, 17 czerwca 2010 obronił napisaną pod kierunkiem Zdzisława Nogi pracę doktorską Parafia Raciborowice od XVI do końca XVIII wieku. Studium o społeczności lokalnej. W 2020 r. uzyskał stopień doktora habilitowanego na podstawie pracy Homo Movens: mobilność chłopów w mikroregionie krakowskim w XVI–XVIII wieku. Od 2010 r. pracownik Instytutu Historii i Archiwistyki Uniwersytetu Komisji Edukacji Narodowej w Krakowie. 
Jego badania koncentrują się na historii społeczności lokalnych, demografii i historycznej i dziejach chłopów w epoce wczesnonowożytnej. 

## Najważniejsze publikacje
- Parafia Raciborowice od XVI do końca XVIII wieku : studium o społeczności lokalnej, Kraków: Księgarnia Akademicka 2011.
- Homo movens. Mobilność chłopów w mikroregionie krakowskim w XVI-XVIII wieku, Kraków: Wydawnictwo Naukowe Uniwersytetu Pedagogicznego 2019.
- Chłopstwo. Historia bez krawata, Kraków: Znak 2022.